# Saint-Quentin (Aire-sur-la-Lys)
Saint-Quentin, ook Saint-Quentin-lez-Aire, (Nederlands: Sint-Kwinten) is een gehucht in de Franse gemeente Aire-sur-la-Lys in het departement Pas-de-Calais. Het ligt in het zuidwesten van de gemeente, zo'n twee kilometer ten zuidwesten van het stadscentrum van Aire-sur-la-Lys, langs de weg naar Blessy.

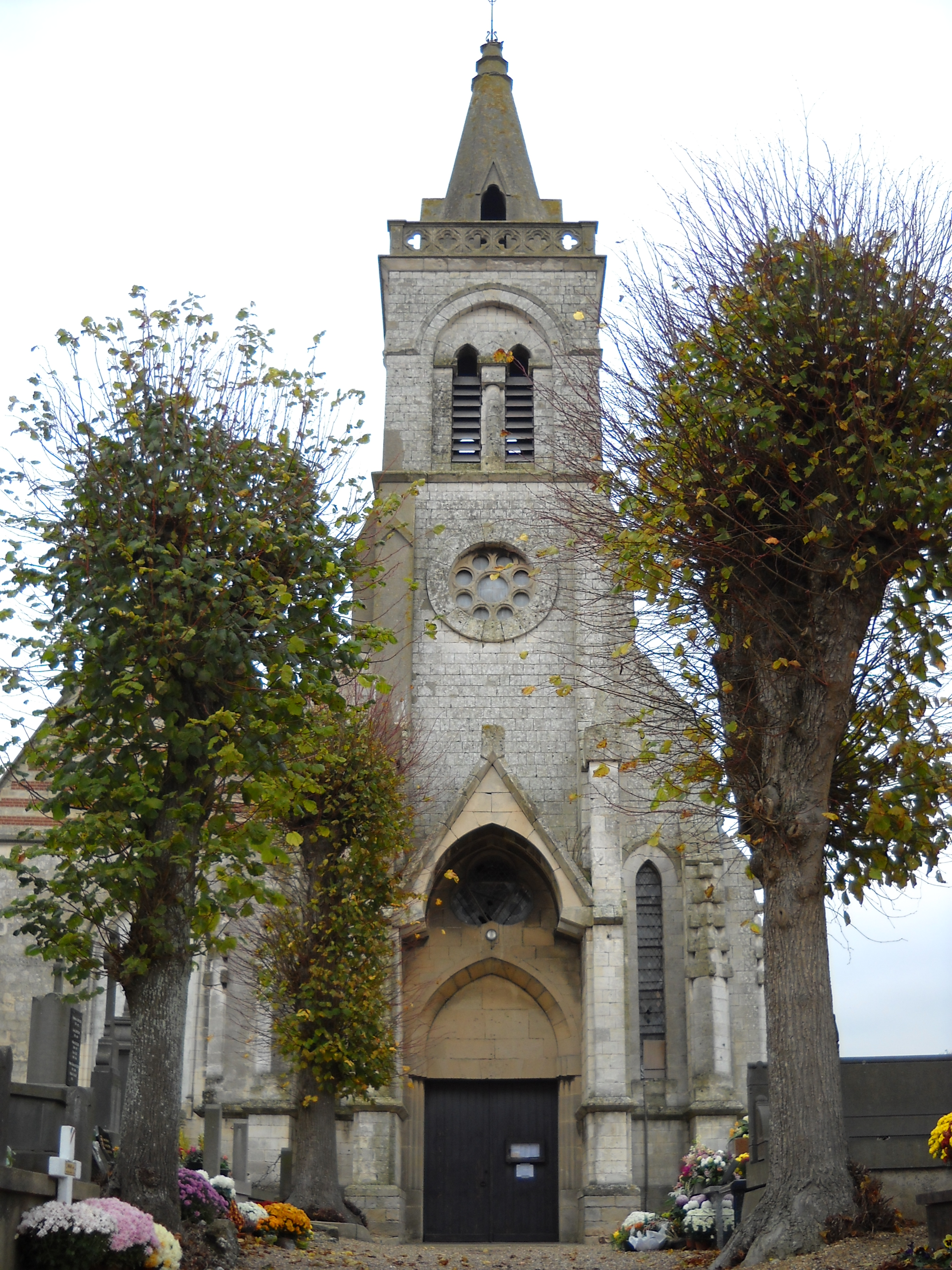
De Sint-Kwintenkerk

## Geschiedenis
Saint-Quentin is een van de oude kernen van Aire-sur-la-Lys. De plaats heette vroeger Bléty; oude vermeldingen dateren uit de 13de eeuw als Belti en Bleti. Reeds in de middeleeuwen stond hier een kerk, gewijd aan de Sint-Kwinten (Saint-Quentin), en na verloop van tijd werd het gehucht naar de kerk en patroonheilige genoemd. Na een brand werd de kerk in de 11de eeuw herbouwd. Het gehucht Moulin le Comte was van Saint-Quentin afhankelijk.
Op het eind van het ancien régime werd Saint-Quentin ondergebracht in de gemeente Aire-sur-la-Lys. De parochie werd opgeheven in 1792 en Saint-Quentin werd een hulpparochie van de parochie van de Église Saint-Pierre in de stadskern van Aire-sur-la-Lys. In 1820 werd de parochie heropgericht.

## Bezienswaardigheden
- De Sint-Kwintenskerk (Église Saint-Quentin), waarvan delen teruggaan tot de 16e eeuw. De kerk werd in 1989 beschermd en geklasseerd als monument historique.

## Nabijgelegen kernen
Aire-sur-la-Lys, Mametz, Blessy, Witternesse, Quernes
Aire-sur-la-Lys · Garlinghem · Glomenghem · Grand Neufpré · Houleron · La Jumelle · La Lacque · Lenglet · Mississippi · Moulin le Comte · Pecqueur · Petit Neufpré · Rincq · Saint-Martin · Saint-Quentin · Widdebrouck

Lijst van Franse gemeenten · Arrondissement Sint-Omaars · Pas-de-Calais · Hauts-de-France